# Járványügyi védekezés akadályozása
A járványügyi védekezés akadályozása egy bűncselekmény, amelyet a koronavírus elleni védekezésről szóló 2020. évi XII. törvény iktatott be a Büntető Törvénykönyvbe, mint új 322/A. §-t.
A Btk. XXX. fejezete (A közbiztonság elleni bűncselekmények) új alcímmel és új tényállással egészült ki a Btk. 322. §-ban szabályozott Közveszély okozása bűncselekményt követően, mégpedig  a járványügyi védekezés akadályozása. Ezáltal a jogalkotó büntetni rendeli a járvány jogilag és hatóságilag is kimondott veszélye esetén beinduló intézkedések végrehajtásának aktív akadályozását.
Aki
- a zárlati kötelezettség alá tartozó fertőző betegség behurcolásának vagy terjedésének megakadályozása végett elrendelt járványügyi elkülönítés, megfigyelés, zárlat vagy ellenőrzés,
- járvány idején az elrendelt járványügyi elkülönítés, megfigyelés, zárlat vagy ellenőrzés,
- a fertőző állatbetegségek vagy növényi zárlati károsítók be- és kihurcolásának, valamint terjedésének megakadályozása vagy előfordulásának felszámolása végett elrendelt növényegészségügyi vagy állatjárványügyi intézkedés végrehajtását akadályozza,

az bűntett miatt 3 évig terjedő szabadságvesztéssel büntetendő.
A büntetés 1 évtől 5 évig terjedő szabadságvesztés, ha a bűncselekményt csoportosan követik el.
A büntetés 2 évtől 8 évig terjedő szabadságvesztés, ha a bűncselekmény halált okoz.
Aki járványügyi intézkedés akadályozására irányuló előkészületet követ el, 1 évig terjedő szabadságvesztéssel büntetendő.” 